# شین ناکامورا
شین ناکامورا (انگلیسی: Shin Nakamura؛ زادهٔ ۶ مهٔ ۱۹۷۴) بازیکن فوتبال اهل ژاپن است.
از باشگاه‌هایی که در آن بازی کرده‌است می‌توان به باشگاه فوتبال ساگان توسو اشاره کرد.